# Magaly Alabau
Magaly Alabau escritora, poetisa, actriz y directora de teatro cubana, nacida en Cienfuegos en 1945. Ofrece una obra lírica de sostenida calidad desde que publicó su primer poemario Electra y Clitemnestra, premio de poesía latina del Instituto de Escritores Latinoamericanos de Nueva York. Vive actualmente en el exilio.

## Obra
- 1986 Electra y Clitemnestra
- 1986 La extremaunción diaria
- 1986 Hermana
- 1991 Hemos llegado a Ilión
- 1993 Liebe
- Dos mujeres. Betania, Madrid 2011.
- Volver. Betania, Madrid 2012.

## Literatura
- Eladio Cortés u.a. (ed.) Encyclopedia of Latin Theatre. Greenwood Press, Westport, Conn. 2003, ISBN 0-313-29041-5

- Elena M. Martínez. Two Poetry Books of Magali Alabau. In: Confluencia 8 (1992) (1): 155–158.

- Elena M. Martínez. Erotismo en la poesía de Magaly Alabau. In: Revista Iberoamericana 65 (1999) (187): 395 ff.

- Emmanuel S. Nelson (ed.) Latin American writers on gay and lesbian themes. A bio-critical sourcebook. Greenwood Press, Westport, Conn. 1994, ISBN 0-313-28479-2